# Любименко Володимир Миколайович
Любименко Володимир Миколайович (4 (16) січня 1873, село Вейделевка, тепер Валуйського району Бєлгородської області РФ — 14 вересня 1937, Ленінград) — радянський ботанік, член-кореспондент АН СРСР (з 1922), академік АН УРСР (з 1929).
Народився в сім'ї службовця. Закінчив Петербурзький лісовий інститут (1898) та Петербурзький університет (1902). У 1903–1908 роках працював у Франції, у 1908–1913 роках — у Нікітському, у 1914–1937 роках — в Петроградському (Ленінградському) ботанічних садах (з 1931 року — Ботанічний інститут АН СРСР). Викладав у Ленінградському університеті та інших навчальних закладах, створив фітофізіологічні лабораторії в Києві і Харкові.
Праці Любименка присвячені питанням фізіології рослин, зокрема утворенню хлорофілу в рослинах, дослідженню фотосинтезу тощо. Любименко вперше відзначив наявність хімічного зв'язку між білками і хлорофілом у живій пластиді, висунув гіпотезу еволюції способів живлення рослин від хемосинтезу до фотосинтезу.

## Твори
- Избранные труды, т. 1—2. К., 1963.